# Hasse Thomsén
Hasse Thomsén (ur. 27 lutego 1942 w Göteborgu, zm. 26 kwietnia 2004 w Kungälv) – szwedzki bokser.
Jego największym sukcesem jest brązowy medal olimpijski w kategorii ciężkiej na igrzyskach w Monachium w 1972. Złoto zdobył wówczas Kubańczyk Teófilo Stevenson. Mieszkał w Göteborgu.